# Median Empire MC
Median Empire ist ein kurdisch dominierter Rockerclub, der sich selbst zu den 1%er Bikern zählt. Der Club besteht seit November 2011 und ist aus dem Kölner Chapter Dark City hervorgegangen, nachdem sich dieser vom Mongols MC trennte. Der Name bezieht sich auf das medische Reich. Sie sind mit den Hells Angels verfeindet. 2014 kämpften Angehörige des Clubs laut Presseberichten in Kobanê gegen den IS; berichtet wurde auch über eine Lieferung von Hilfsgütern. Die Gruppe ist auch im europäischen Ausland aktiv. Ihr Zeichen ist ein behelmter Totenkopf verbunden mit der Zahl 135. Diese steht hier für den dreizehnten (M) und den fünften (E) Buchstaben im Alphabet (ME = Median Empire). Die Buchstaben E.F.F.E stehen für Empire Forever Forever Empire.